# Phytoecia rufipes
Phytoecia rufipes là một loài bọ cánh cứng trong họ Cerambycidae.